# Alloea lonchopterae
Alloea lonchopterae är en stekelart som beskrevs av Fischer 1966. Alloea lonchopterae ingår i släktet Alloea och familjen bracksteklar. Inga underarter finns listade i Catalogue of Life.